# Modisimus pulchellus
Modisimus pulchellus là một loài nhện trong họ Pholcidae. Loài này được phát hiện ở Panama.